# Айтбай Демикпеулы
Айтбай Демикпеулы (1830, Егиндыбулакский район Карагандинской области — 1916, там же), народный певец, композитор, акын-импровизатор. Его сыновья Габбас, Усаин, Кадыс, Мукан также обладают певческим талантом. Произведения Айтбая отличаются лирическим, мелодичным характером. Песни «Айтбай», «Кәлләм»/«Перизат», «Раушан» и другие записал Александр Затаевич. Евгений Брусиловский использовал песню Айтбая «Раушан» в опере «Кыз Жибек».
Происходит из подрода Нурбике-Шаншар рода каракесек племени аргын.

## Цитаты
Песня «Айтбай», названная именем композитора:

Я, Айтбай, всем знаком с самых юных лет.
Если я не пою, мне покоя нет.
Я судьбе благодарен за свой талант,
одержал на веку множество побед.
Я Айтбай, я своей славою горжусь.
Что спою, запоет каждый род и жуз.
И изъяна во мне не найдет никто,
Я об этом сказать прямо не стыжусь